# جيمس إي. غافني
جيمس إي. غافني (بالإنجليزية: James E. Gaffney)‏ هو لاعب كرة قاعدة أمريكي، ولد في 7 مارس 1868، وتوفي في 17 أغسطس 1932.